# Bac Beag
Bac Beag är en ö i Storbritannien.   Den ligger i kommunen Argyll and Bute och riksdelen Skottland, i den nordvästra delen av landet, 700 km nordväst om huvudstaden London. Arean är 0,57 kvadratkilometer.
Terrängen på Bac Beag är platt. Öns högsta punkt är 57 meter över havet. Den sträcker sig 1,9 kilometer i nord-sydlig riktning, och 1,0 kilometer i öst-västlig riktning.